# Виленский университет
Ви́ленский университе́т — высшее учебное заведение и орган управления просвещением Виленского учебного округа в 1579—1832 годах, ныне Вильнюсский университет в Литве.

## История
Высшее учебное заведение в Вильне было основано в 1579 году королём Стефаном Баторием и папой римским Григорием XIII как «Академия и университет виленский общества Иисуса» (Almae Academia et Universitas Vilnensis Societatis Jesu). В 1773 году в результате реформы под эгидой Эдукационной комиссии (Комиссии национального образования, Komisja Edukacji Narodowej) оно было преобразовано в «Главную литовскую школу» (Szkoła Główna Litewska; Ягеллонский университет аналогично стал «Главной коронной школой», Szkoła Główna Koronna) и получил в подчинение все учебные заведения Великого княжества Литовского, а после третьего раздела Речи Посполитой Главная литовская школа была преобразована в Главную виленскую школу.
Подписанным 4 (16) апреля 1803 года императором Александром I актом Главная виленская школа была преобразована в Императорский Виленский университет. В юрисдикцию университета передавались образовательные учреждения Виленского учебного округа, охватывавшего восемь губерний Российской империи (Виленская, Гродненская, Минская, Могилёвская, Витебская, Волынская, Подольская, Киевская). В 1803 году попечителем Виленского учебного округа был назначен князь Адам Чарторыйский, способствовавший расцвету университета. Чарторыйский занимал должность попечителя на протяжении двадцати лет (по 1823 год), совмещая её с постами товарища министра иностранных дел (1802—1804) и министра иностранных дел (1802—1807).
В соответствии с утверждённым 18 мая 1803 года «Уставом или общем постановлении императорского Виленского университета и училищ его округа» университет являлся одновременно учебным, научным и учебно-административным местным учреждением, избиравшим директоров гимназий, смотрителей уездных училищ и другие должностные лица, контролировавшим учебно-методическую, дисциплинарную, хозяйственную деятельность окружных учебных заведений, издавал и цензурировал учебную и методическую литературу. В учительской семинарии при университете готовились квалифицированные школьные педагоги.

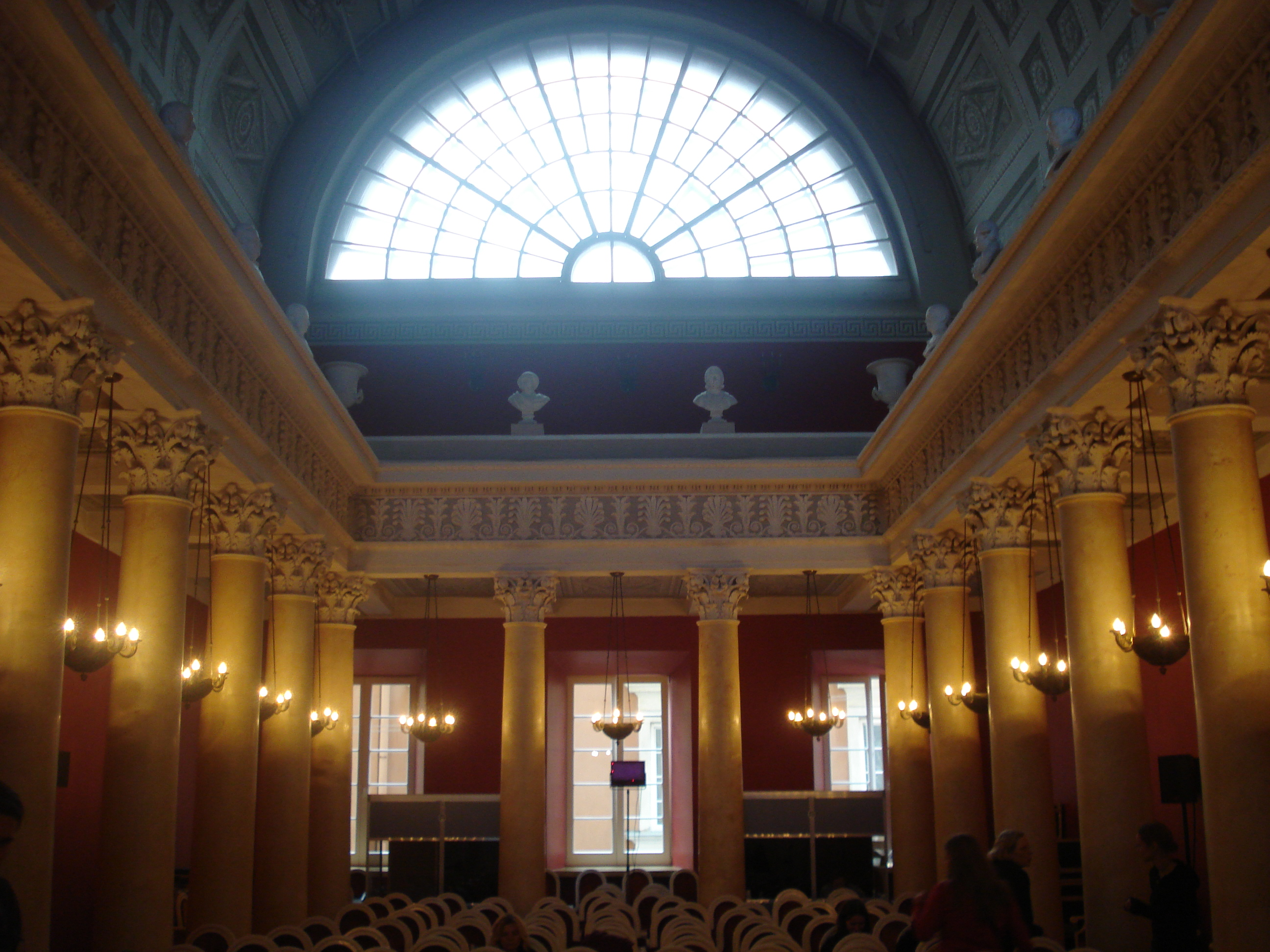
Аула университета

Университет был самым богатым среди всех российских университетов: кроме штатной суммы в 130 тысяч рублей в год, выделявшейся всем университетам, средства составляли ежегодные поступления в 105 тысяч рублей из доходов бывших иезуитских имений, а также дополнительные одноразовые ассигнования (в 1804 году — 70 тысяч рублей пожалования от Александра I, в 1807 году — субсидия в 30 тысяч рублей, в 1811 — 60 тысяч рублей). Количество студентов росло от 290 в 1804 году до 1321 в 1830 году. К 1823 году стал крупнейшим университетом России и Европы, числом студентов превосходя Оксфордский университет. Первоначально в Виленском университете присваивались докторские и магистерские степени по широкому кругу научных дисциплин — словесности, управления государственных доходов и торговли, иностранным государственным отношениям, правоведения, архитектуры и другим. В 1819 году университет был лишён права присвоения учёных степеней магистра и доктора; выпускники могли получить степень кандидата. В 1821 году было запрещено выдавать и кандидатские дипломы.
В университете действовали тайные студенческие патриотические организации (филоматы, филареты, «лучезарные» или «лучистые»). В 1823 году по делу о принадлежности к ним были арестованы десятки воспитанников университета, включая Адама Мицкевича. 108 из них были преданы суду. После длительного пребывания в заключении во время следствия и суда 20 человек были высланы в различные города России. Адам Чарторыйский был смещён. Его место занял Н. Н. Новосильцев. В связи с процессом филоматов по инициативе Новосильцева из университета указом 14 августа 1824 года для «пресечения вредного влияния, которое возымела противодействующая университетскому начальству партия», были уволены и высланы из Литвы профессора Юзеф Голуховский, Игнатий Данилович, Иоахим Лелевель, а также Михал Бобровский.
Из-за прямого или косвенного участия студентов и преподавателей в восстании 1831 года, 1 (13) мая 1832 года рескриптом Николая I университет был упразднён. Медицинский факультет преобразован в Медико-хирургическую академию (до 240 студентов; в 1842 году влита в Киевский императорский университет Св. Владимира), теологический — в католическую Духовную академию (до 100 человек; в 1844 году была переведена в Санкт-Петербург). Университетская библиотека, как и медико-хирургическая академия, поступила в ведомство министра внутренних дел.
С 1855 года в зданиях университета располагался Музей древностей и Виленская археологическая комиссия, позднее Публичная библиотека, архив, а также две мужские гимназии. В разное время в них учились литератор и коллекционер А. В. Жиркевич, польский государственный деятель Ю. Пилсудский, советский государственный деятель Ф. Э. Дзержинский, актёр В. И. Качалов, художник М. В. Добужинский, литовский композитор К. Галкаускас, теоретик литературы М. М. Бахтин.
Университет под названием Университет Стефана Батория был восстановлен по указу Юзефа Пилсудского 28 августа 1919 года. Он действовал до 1939 года. С ноября 1939 года началась его реорганизация, фактически ликвидация. По закону, принятому Сеймом Литовской Республики, с 15 декабря вместо прежнего Университета Стефана Батория начал действовать литовский Вильнюсский университет с двумя факультетами — гуманитарных наук и права, одновременно упразднёнными в каунасском Университете Витовта Великого. Переезд факультетов из Каунаса начался 1 января 1940 года. В 1943 году германскими оккупационными властями университет был закрыт. С осени 1944 года университет возобновил свою работу как высшее учебное заведение советского типа — Вильнюсский университет.

## Структура

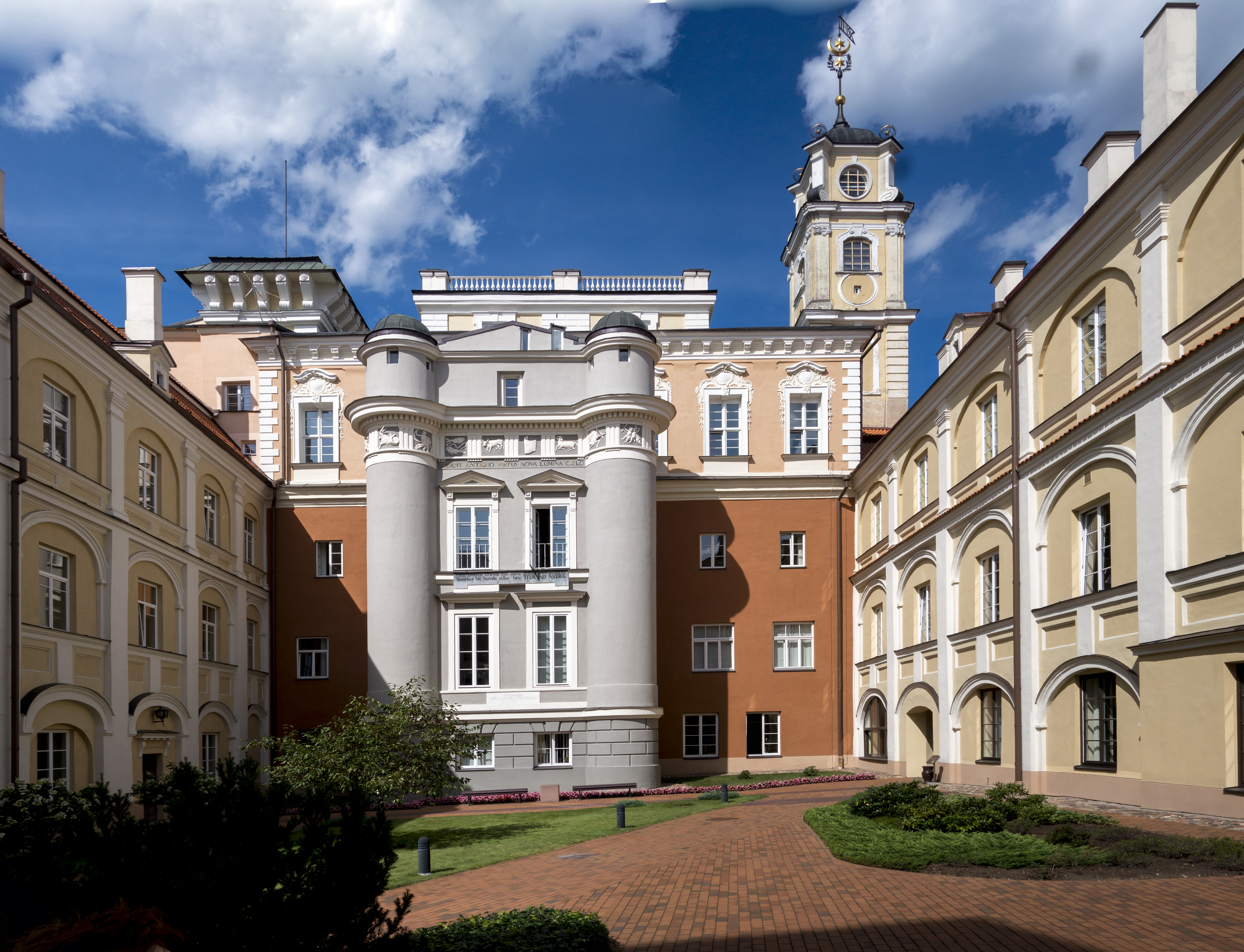
Двор Скарги

Состоял из четырёх факультетов — физико-математический, медицинский, нравственно-политический (с богословием), филологический (отделение словесных наук и изящных художеств). Числилось 32 кафедры, преподавалось 55 предметов. Университету принадлежал ботанический сад, анатомический музей, клиника, физическая и химическая лаборатории, библиотека в 60 тысяч томов.
Преподавание велось преимущественно на польском и латыни. После смещения Чарторыйского постепенно вводилось чтение отдельных предметов на русском языке.
После реформы 1803 года были учреждены две кафедры, на которых преподавалась философия — кафедра логики и кафедра метафизики и морали. Поскольку подходящей кандидатуры на вакантную должность профессора не нашлось, философию преподавал адъюнкт Ян Зноско. В 1804 году должность профессора философии занял прибывший из Эрлангена сторонник классической немецкой философии, испытавший влияние идей Канта и Рейнгольда Иоган Габихт, к тому времени уже опубликовавший 24 труда по философии. Абихт читал на латыни и тяжёлым для понимания стилем, поэтому его лекции особой популярностью не пользовались. В Вильне Абихт издал на основе своих лекций книгу Initia Philosophiae propriae sic dictae. Vilnae (1814).
После Абихта лекции по философии короткое время читали правовед и экономист, доктор философии Шимон Малевский и богослов Анёл Довгирд. В 1820 году с объединением двух кафедр в одну место профессора философии по конкурсу занял воспитанник Варшавского университета, совершенствовавшийся в университетах Эрлангена и Гейдельберга Юзеф Голуховский. Его лекции пользовались особой популярностью и вызвали подозрение российских властей. В 1824 году Голуховский из университета был удалён. В 1826 году на кафедру философии вернулся Довгирд, читавший лекции по логике, метафизике и моральной философии до 1832 года.
Ректор и деканы избирались на три года. Ректорами были Иероним Стройновский (1799—1806), Ян Снядецкий (1807—1814), Иоганн Лёбенвейн (1815—1817), Шимон Малевский (1817—1822), анатом Людвиг Боянус, математик Юзеф Твардовский (1823—1824). В октябре 1824 года отставленного в связи с делом филоматов и филаретов Твардовского заместил профессор Вацлав Пеликан (1826—1832); формально ректором университета Пеликан был утверждён с 1826 года; в 1832 году он участвовал в комиссии по ликвидации Виленского университета.

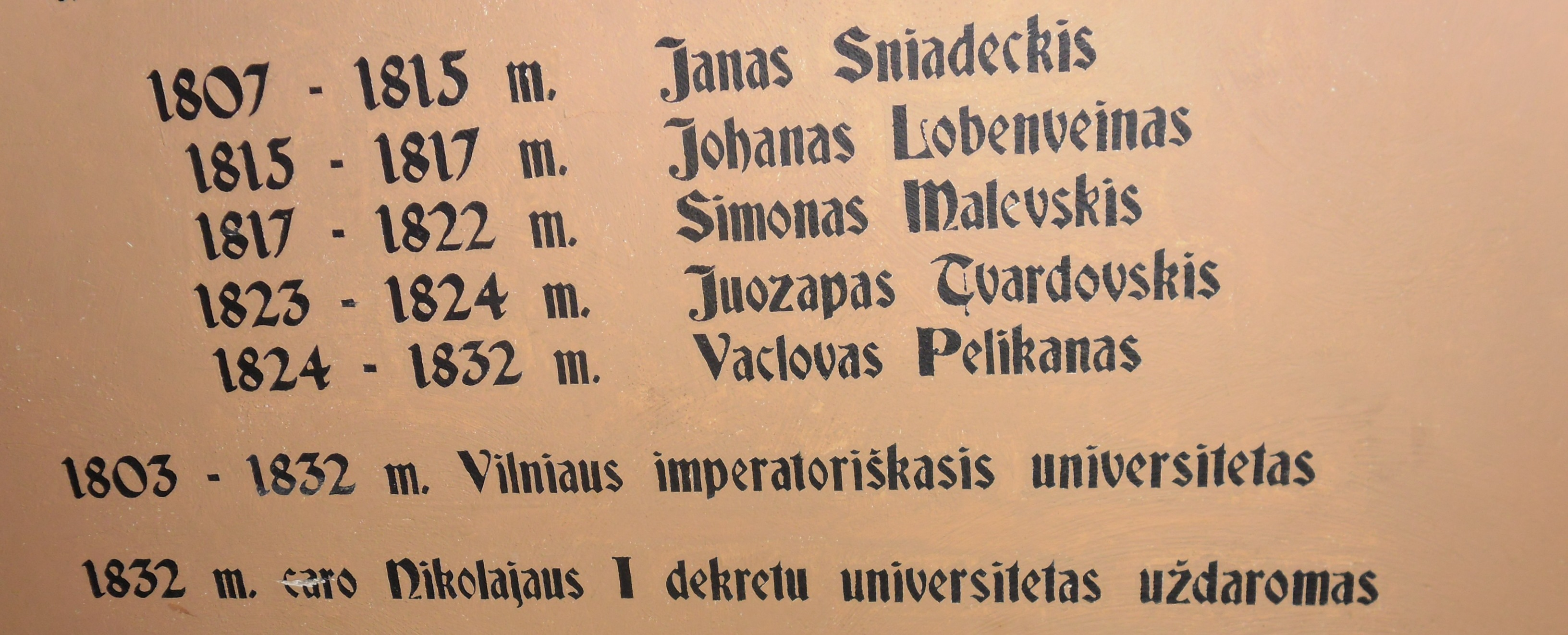
Список ректоров Виленского университета в бывшей университетской библиотеке

## Ректоры
- Иероним Стройновский (1803—1807)
- Ян Снядецкий (1807—1815)
- Иоганн Лёбенвейн[13] (1815—1817)
- Шимон Малевский (1817—1822)
- Людвиг Боянус (1822—1823)
- Осип Петрович Твардовский[14] (1823—1824)
- Вацлав Пеликан (1824—1832)

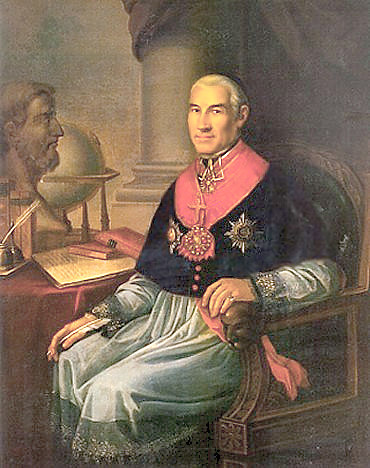
Иероним Стройновский
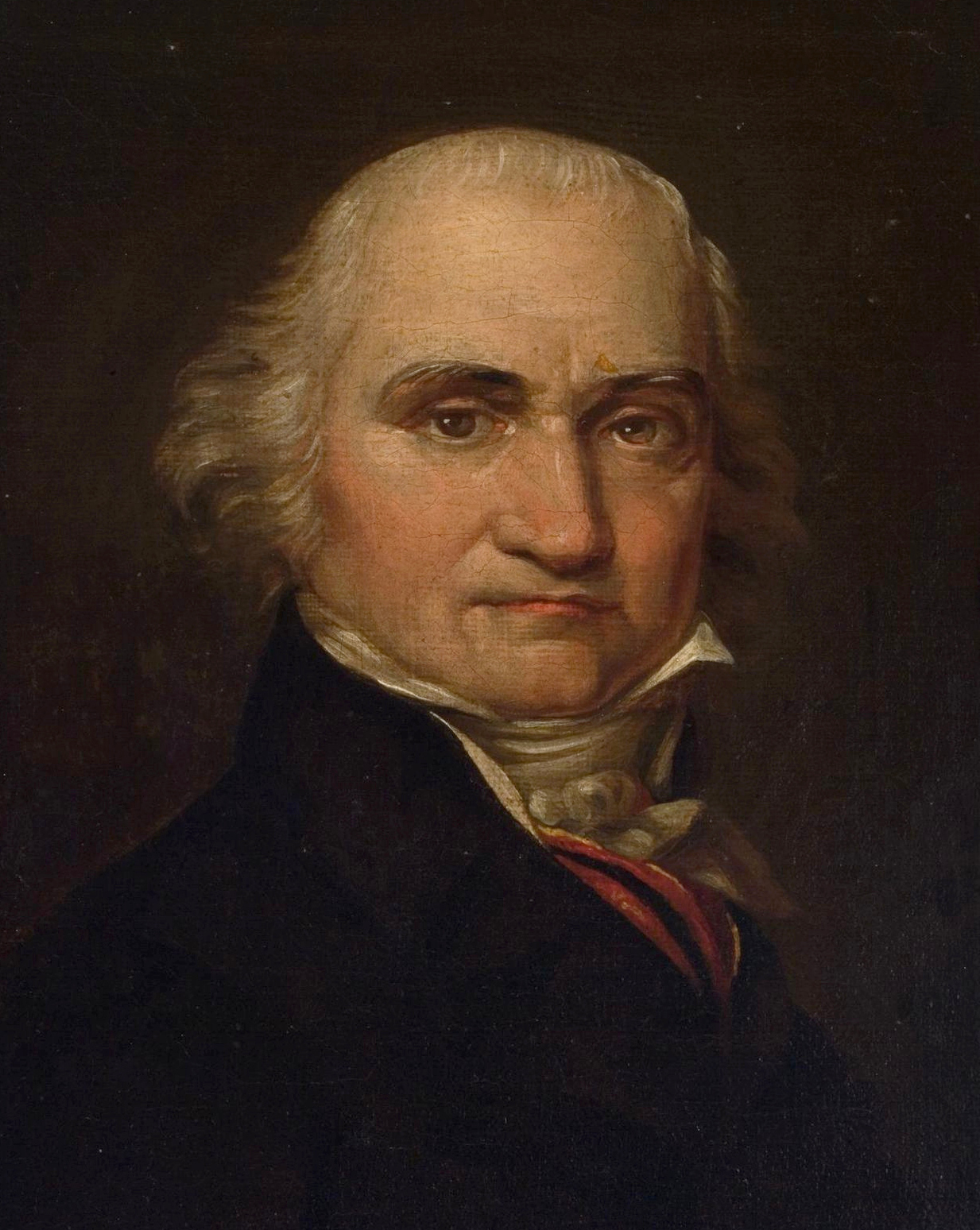
Ян Снядецкий
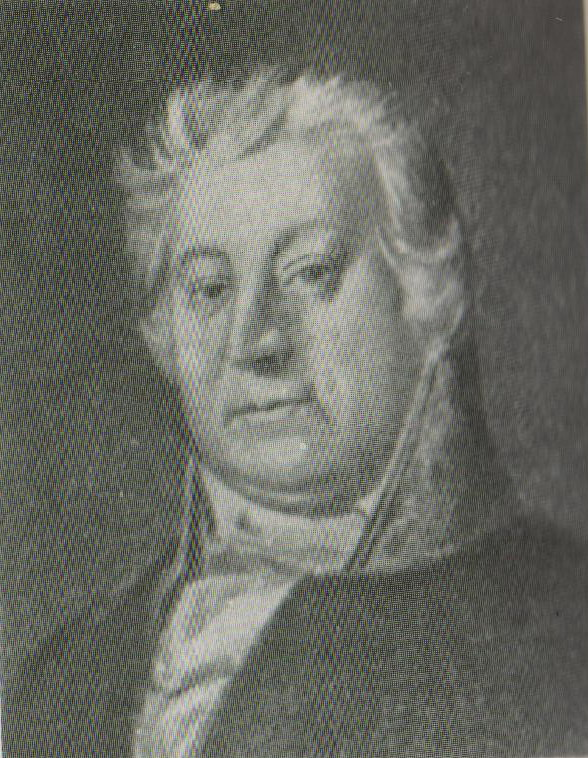
Шимон Малевский
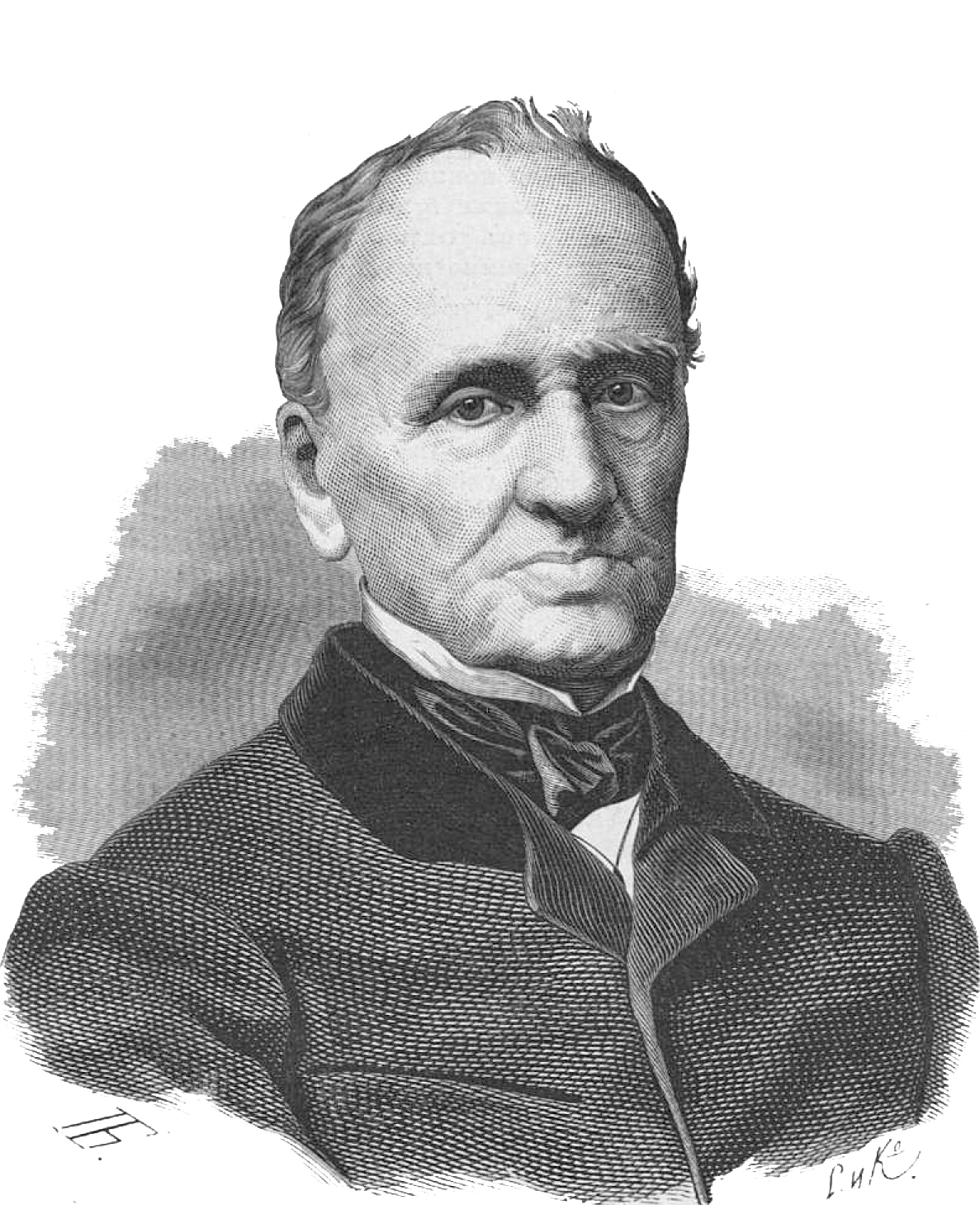
Вацлав Пеликан

## Преподаватели
- математик, философ и астроном профессор Ян Снядецкий
- медик, биолог, химик и философ профессор Анджей Снядецкий
- профессор медицины Иоганн Франк
- профессор патологии Иосиф Франк, декан медицинского факультета
- экономист Ян Зноско, декан факультета нравственно-политических наук
- филолог Эузебиуш Словацкий
- медик Август Бекю
- историк Иоахим Лелевель
- доктор медицины профессор Викентий Герберский
- историк Юзеф Голуховский
- правовед И. Н. Данилович
- профессор права и политической экономии Шимон Малевский
- филолог Готфрид Эрнст Гроддек, декан филологического факультета
- протоиерей М. К. Бобровский
- филолог И. Н. Лобойко
- натуралист Станислав Бонифацы Юндзилл
- профессор живописи Ян Рустем
- доктор богословия Иоанн (Ян) Хризостом Гинтылло
- профессор гравирования Джозеф Сандерс
- профессор скульптуры К. А. Леберехт
- профессор литературы Алоизий Капелли, декан факультета словесных наук и изящных искусств
- архитектор Кароль Подчашинский
- профессор польской словесности Леон Боровский
- анатом и зоолог Людвиг Генрих Боянус (в Виленском университете в 1806—1824, ректор 1822—1823),
- историк и писатель П. В. Кукольник
- физик и химик И. К. Абламович
- доктор медицины В. К. Абламович
- доктор медицины И. К. Абламович

## Воспитанники
- литератор, юрист, общественный деятель Ян Борейко Ходзько (1777—1851);
- писатель, переводчик и педагог Франциск Заторский (ум. 1849);
- профессор химии в Киевском университете Степан Зенович (1779—1856);
- белорусский и литовский военный инженер, архитектор и историк Теодор Нарбутт (1784—1864);
- белорусский и литовский архитектор Кароль Подчашинский (1790—1860);
- польский библиограф и филолог Адам Бенедикт Йохер (1791—1860);
- литовский историк и писатель-просветитель Симонас Даукантас (1793—1864);
- писатель Игнацы Ходзько (1794—1861);
- историк Михал Балинский (1794—1864);
- астроном, профессор Виленского университета (1826), член-корреспондент Петербургской Академии наук (1826) Пётр Славинский (1794—1881);
- руководитель тайных студенческих обществ Томаш Зан (1796—1855);
- белорусский и польский поэт, фольклорист, этнограф Ян Чечот (1796—1847);
- зоолог Иван Криницкий (1797—1838), впоследствии профессор зоологии Харьковского университета;
- знаменитые польские поэты Адам Мицкевич (1798—1855) и Юлиуш Словацкий (1809—1849);
- литовский поэт, фольклорист и историк Симонас Станявичюс (1799—1848);
- польский историк и археограф Миколай Малиновский (1799—1865);
- поэт, журналист, редактор, издатель Адам Рогальский (1800—1843);
- известный писатель, журналист, востоковед и полиглот, редактор «Библиотека для чтения» Осип Сенковский (1800—1858);
- военный геодезист и географ, генерал-лейтенант Российской армии Юзеф Ходзько (1800—1881);
- востоковед, профессор и ректор Казанского университета, почётный член Азиатского общества в Париже, академик Петербургской Академии наук, профессор Варшавской главной школы Осип Ковалевский (1801—1878);
- Глебович, Антоний Болеслав — издатель и переводчик;
- епископ Мотеюс Валанчюс, литовский писатель-просветитель (1801—1875);
- всемирно известный геолог и естествоиспытатель Игнацы Домейко (1802—1889), профессор Чилийского университета в Сантьяго (1846) и его ректор 1867—1883;
- врач и мемуарист Станислав Моравский (1802—1853),
- медик, один из зачинателей бальнеологии в Литве Адам Фердинанд Адамович (1802—1881);
- поэт Антоний Эдвард Одынец (1804—1885);
- поэт и дипломат Александр Ходзько (1804—1891);
- белорусский фольклорист, педагог, этнограф Ромуальд Зенкевич (1811—1868);
- писатель, издатель и редактор, историк Юзеф Игнацы Крашевский (1812—1887);
- писатель, фольклорист, священник Людвик Адам Юцевич (1813—1846)
- белорусский художник начала XIX века Ян Дамель (1780—1840)
- Гинденбург, Василий Данилович (1799—1877) — российский медик.
- Гейдатель, Иван Осипович (1800—1871) — инженер-генерал-майор Русской императорской армии.
- Жаба, Август Дементьевич (1801—1894) — дипломат, курдолог.
- Плавский, Александр Михайлович (1807—1884) — сенатор.
- Юзеф Шкродский (1787—1832) — польский физик, ректор варшавского университета.
- Шанцер, Станислав Яковлевич (1818—1876) — российский медик, автор ряда научных трудов.